# Georgenberg (Oberpfalz)
Georgenberg település Németországban, azon belül Bajorországban. Lakosainak száma 1298 fő (2023. december 31.). Georgenberg Lesná és Pleystein községekkel határos.

## Népesség
A település népessége az elmúlt években az alábbi módon változott:
| Lakosok száma | 1610 | 1400 | 1371 | 1354 | 1336 | 1345 | 1352 | 1333 | 1313 | 1298 |
|               | 1970 | 1975 | 2011 | 2012 | 2014 | 2015 | 2017 | 2019 | 2022 | 2023 |